# Futurama 3 (fanserwis)
Futurama 3 (fanserwis) – singel polskiego rapera Quebonafide, wydany 21 listopada 2024.
Piosenka została laureatem nagrody polskiego przemysłu fonograficznego Fryderyka w kategoriach: „singiel roku hip hop” i „teledysk roku”.

## Geneza utworu i historia wydania
Utwór napisali i skomponowali Kuba Grabowski i Jakub Gendźwiłł, natomiast za produkcję piosenki odpowiadają Jakub Gendźwiłł i Dominik Gomez. 
Singel ukazał się w formacie digital download 21 listopada 2024 w Polsce za pośrednictwem wytwórni płytowej Magnetowid w dystrybucji Sony Music Entertainment Poland.
W kwietniu 2025 utwór otrzymał nagrodę polskiego przemysłu fonograficznego Fryderyka w kategoriach: „singiel roku hip hop” i „teledysk roku”.

## Teledysk
Do utworu powstał teledysk w reżyserii Andrzeja Dragana, który udostępniono w dniu premiery singla za pośrednictwem serwisu YouTube.

## Lista utworów
- Digital download[3]

1. „Futurama 3 (fanserwis)” – 4:36

## Notowania

### Pozycje na listach sprzedaży
| Kraj   | Lista (2024)             | Najwyższa pozycja |
| ------ | ------------------------ | ----------------- |
| Polska | Billboard Poland Songs   | 1                 |
| Polska | OLiS – single w streamie | 1                 |

## Wyróżnienia
| Rok  | Konkurs        | Kategoria            | Rezultat |
| ---- | -------------- | -------------------- | -------- |
| 2025 | Fryderyki 2025 | Singiel roku hip hop | Wygrana  |
| 2025 | Fryderyki 2025 | Teledysk roku        | Wygrana  |